# Vendula Kašpárková
Vendula Kašpárková (1. ledna 1962 v Praze) je česká hudební skladatelka, klavíristka a klávesistka. Partnerka Klaudia Kryšpína.
Hrála ve skupinách Dybbuk, později Stromboli. Se skupinou Stromboli natočila celkem tři desky: Stromboli (1987), Shutdown (1989) a Fiat Lux (2014).